# Отвращение

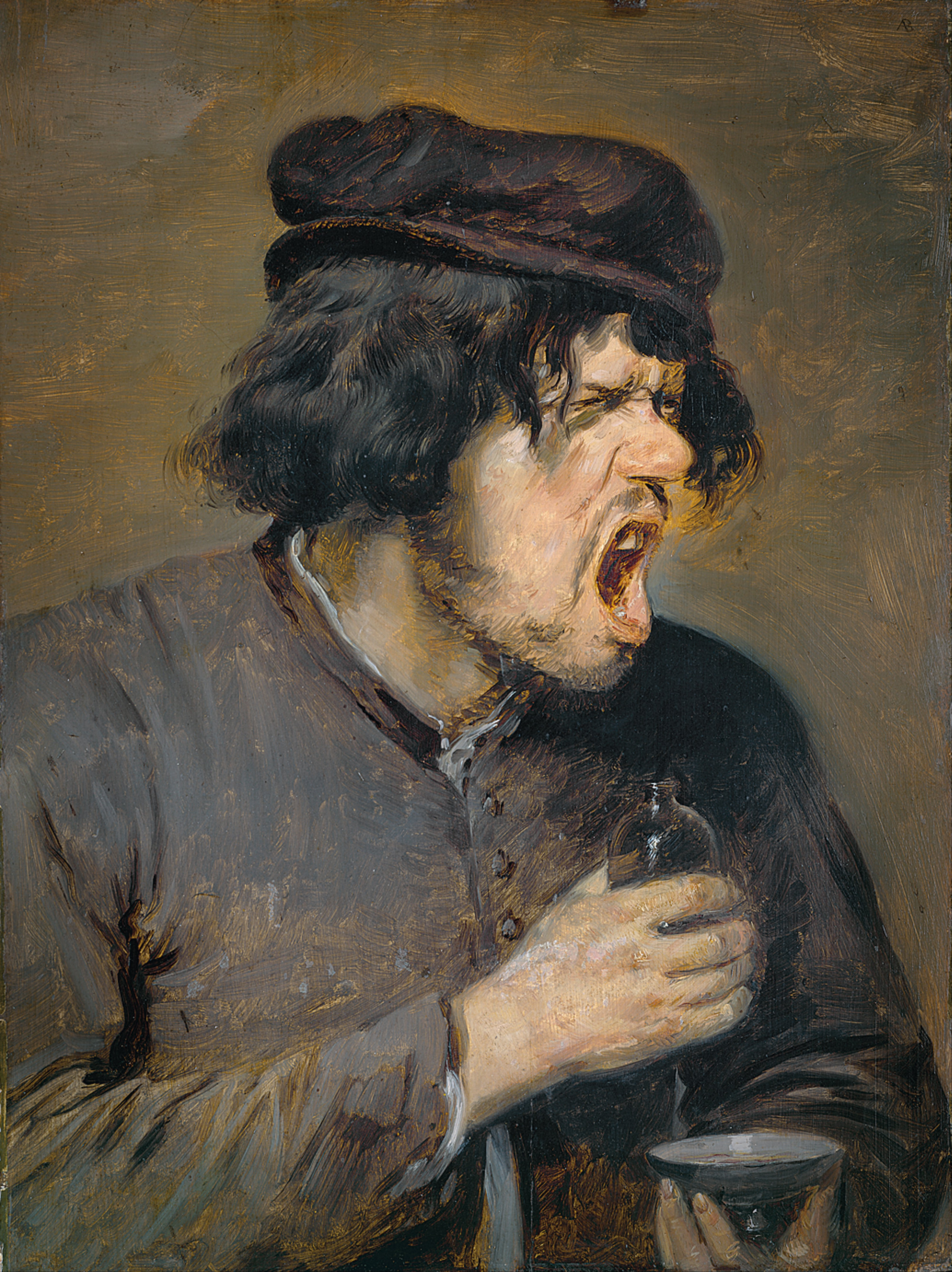
А. Броувер: Горький напиток

Отвраще́ние, омерзе́ние — отрицательно окрашенное чувство, сильная форма неприятия, неприязни и брезгливости, вызываемая различными причинами: от несоблюдения гигиены, контакта с мелкими животными, вида повреждений кожи или гниющей пищи до неприемлемого поведения, мошенничества или злоупотреблений. Во всех ситуациях отвращение порождает одну и ту же реакцию — желание отстраниться.
Противоположные эмоции: удовольствие и воодушевление (в случае социального отвращения).

## Описание
Отвращение играет важную роль в функции самосохранения живых организмов. Оно позволяет избегать инфекции, не есть непригодные для питания и опасные продукты и даёт возможность сохранить собственную целостность, удерживая внутри то, что должно быть внутри (в частности, кровь), и снаружи то, что должно находиться снаружи (в частности, фекалии):387.
Психологи и нейробиологи, изучающие природу эмоций, предполагают, что многие морально-нравственные установки человечества выросли из чувства отвращения, которое у человека, по сравнению с животными, необычайно развилось и усложнилось. Выделяют две разновидности отвращения у людей: «первичное» — практически иррациональная психическая реакция на нечистоты, вшей, пауков и т. п. — и «вторичное», оно же моральное, то есть реакция на более абстрактные предметы или на людей — например, лживых политиков, продажных чиновников и т. п.:387
По данным ФМРТ, как при первичном, так и при вторичном отвращении возбуждаются определённые области мозга: боковая и средняя орбитофронтальная кора. Возбуждение этих отделов мозга, ответственных за отвращение, приводит к снижению активности отделов, отвечающих за жалость, сочувствие и восприятие других людей как людей (а не неодушевлённых предметов). В результате, например, люди, испытывающие отвращение к человеку без места жительства, относятся к нему не как к личности, а как к «куче мусора»:388—389.
По предположению некоторых учёных (Дж. Хайдт и др.), отвращение может играть значимую — и прежде всего негативную — роль в жизни человеческих коллективов. Именно на основе отвращения возник такой механизм поддержки целостности группы, как ксенофобия. Видимо, ещё в первобытном обществе люди начали испытывать отвращение к «чужим», «не нашим», «не таким, как мы». Чтобы подчеркнуть межгрупповые различия, нередко применяются морально-нравственные оценки, в основе которых может лежать в том числе чувство отвращения (например, в русском языке слово «поганый» когда-то означало «иноверец, язычник»:389—390).
В своё время нечистыми, вызывающими отвращение считались, например, женщины (особенно в период менструации), психически неполноценные люди или межрасовый секс. Политики в самые разные времена пользовались отвращением как средством для сплочения коллективов и их подчинения, натравливания одних социальных групп на другие. Например, нацисты в целях пропаганды называли евреев «крысами», «тараканами»:390—391.
Доказано наличие корреляции между первичным отвращением и политическими убеждениями: люди, для которых характерна склонность испытывать сильное первичное отвращение, чаще являются консерваторами и убеждёнными противниками клонирования, генно-модифицированных продуктов, искусственного осеменения, гомосексуальности, мини-юбок и др.; люди же, обладающие пониженной брезгливостью, часто склонны к либеральным взглядам и не могут понять, почему клонирование, генно-модифицированные продукты и др. кому-то кажутся отвратительными:391.
Многие национальные блюда воспринимаются другими национальностями как отвратительные. К таким блюдам можно отнести, например, итальянский сыр касу марцу, содержащий живые личинки насекомых; китайский деликатес «тысячелетнее яйцо»; варёное утиное яйцо балют, в котором уже сформировался плод с оперением, клювом и хрящами и др.
Об отвращении свидетельствуют такие реакции организма, как замедление пульса, при особенно острой реакции — ощущение «комка в горле»:388, сжатие желудка и пищевода, чувство тошноты, першение в горле, громкий кашель.

### Социальное отвращение
Отвращение социального уровня отличается от такового животного и личностного уровня. Относится к классу моральных эмоций. Вызывается грубым нарушением моральных норм, принятых в данном обществе. Примерами поведения, вызывающего социальное отвращение, могут служить жульничество, предательство, лицемерие, ложь, расизм и т. п. Противоположная эмоция — воодушевление.